# Rory MacDonald
Rory Joseph MacDonald (Quesnel, 22 de julio de 1989) es un artista marcial mixto canadiense, hoy retirado que fue conocido por haber competido en la categoría de peso wélter en Ultimate Fighting Championship (UFC) y Bellator MMA, donde logró convertirse una vez campeón.

## Carrera de artes marciales mixtas

### Ultimate Fighting Championship
MacDonald firmó con el UFC después de acumular un récord profesional de 9-0.
El 11 de enero de 2010, MacDonald hizo su debut con la promoción en UFC Fight Night 20 contra Mike Guymon. MacDonald comenzó controlando bien la distancia pesé a caer con un derechazo cruzado de Guymon que hizo que MacDonald lo sometiera en la primera ronda.
MacDonald fue derrotado por Carlos Condit en la tercera ronda por nocaut técnico en UFC 115 en un combate que ganó el premio a la Pelea de la Noche. MacDonald fue competitivo en las dos primeras rondas reteniendo a Condit tres veces en el suelo. Condit volvió con una actitud más agresiva en la ronda final y terminó a MacDonald con una combinación de codazos y golpes. Después de la pelea, las tarjetas de los jueces fueron reveladas y mostraron que si MacDonald no hubiera sido terminado en los últimos siete segundos, habría conseguido una victoria por decisión dividida.
MacDonald tenía previsto enfrentarse a James Wilks el 30 de abril de 2011 en UFC 129. Sin embargo, Wilks fue reemplazado por Nate Diaz. MacDonald dominó a Diaz durante las tres rondas (derribándolo tres veces en la tercera ronda con Suplex's Alemanes), obteniendo una victoria por decisión unánime.
El 6 de agosto de 2011, MacDonald se enfrentó a Mike Pyle en UFC 133 ganando la pelea por nocaut técnico en la primera ronda.
El 21 de abril de 2012, MacDonald se enfrentó a Che Mills en UFC 145. Después de ser golpeado con duros golpes en la primera ronda, Rory fue capaz de llevar la pelea al suelo y descargar potentes golpes. Finalmente, MacDonald ganó la pelea por nocaut técnico en la segunda ronda.
MacDonald esperaba enfrentarse a B.J. Penn el 22 de septiembre de 2012 en UFC 152. Sin embargo, MacDonald se retiró de la pelea después de sufrir un corte en la frente durante el entrenamiento. La pelea finalmente tuvo lugar el 8 de diciembre de 2012 en UFC on Fox 5. MacDonald dominó a Penn durante las tres rondas y ganó por decisión unánime.
El 27 de julio de 2013, MacDonald se enfrentó a Jake Ellenberger en UFC on Fox 8. MacDonald ganó la pelea por decisión unánime. El presidente de UFC, Dana White, criticó la actuación de ambos peleadores como "mediocre".
El 16 de noviembre de 2013, MacDonald se enfrentó a Robbie Lawler en UFC 167. MacDonald perdió la pelea por decisión dividida.
MacDonald se enfrentó a Demian Maia el 22 de febrero de 2014 en UFC 170. MacDonald ganó la pelea por decisión unánime. Tras el evento, ambos peleadores ganaron el premio a la Pelea de la Noche.
En su segunda pelea del 2014, MacDonald se enfrentó a Tyron Woodley el 14 de junio en UFC 174. MacDonald ganó la pelea por decisión unánime.
El 4 de octubre de 2014, MacDonald se enfrentó a Tarec Saffiedine en UFC Fight Night 54. MacDonald ganó la pelea por nocaut técnico en la tercera ronda, ganando así el premio a la Actuación de la Noche.
El 11 de julio de 2015, MacDonald se enfrentó a Robbie Lawler en UFC 189. MacDonald perdió la pelea por nocaut técnico en la quinta ronda. Tras el evento, ambos peleadores ganaron el premio a la Pelea de la Noche.
El 18 de junio de 2016, MacDonald se enfrentó a Stephen Thompson en UFC Fight Night 89, MacDonald perdió la pelea por decisión unánime.

### Bellator MMA
El 26 de agosto de 2016, MacDonald firmó un contrato con Bellator MMA. Posteriormente apareció en Bellator 160 y anunció sus intenciones de ganar ambos campeonatos de peso wélter y mediano. En su debut en Bellator, MacDonald peleó contra Paul Daley en el evento principal en Bellator 179 el 19 de mayo de 2017. Ganó la pelea por sumisión en la segunda ronda.
MacDonald se enfrentó al campeón de peso wélter de Bellator MMA Douglas Lima en Bellator 192 el 20 de enero de 2018. Ganó la pelea por decisión unánime (48-47, 49-45, 49-46). Sufrió una lesión con una gran hinchazón en la espinilla de la pierna izquierda, a mitad de la pelea.
MacDonald fue derrotado por TKO por Gegard Mousasi por el Campeonato de Peso Mediano de Bellator en Bellator 206 el 29 de septiembre de 2018.

### PFL
En 2021, MacDonald llegaría como flamante contratación de PFL, organización donde cosechó dos victorias y cuatro derrotas. 
Tras estos resultados, Rory MacDonald utilizaría su red social de Instagram para anunciar su retiro de las MMA.

## Campeonatos y logros
- Ultimate Fighting Championship
  - Pelea de la Noche (tres veces)
  - Actuación de la Noche (una vez)

- Bellator MMA
  - Campeonato de Peso Wélter (una vez)

- King of the Cage
  - Campeón de Peso Ligero (una vez)
  - Campeón Canadiense de Peso Ligero (una vez)

- Top MMA News
  - Peleador Canadiense del Año (2012)[31]

## Récord en artes marciales mixtas
| Récord profesional | Récord profesional | Récord profesional |
| 28 peleas          | 21 victorias       | 6 derrotas         |
| ------------------ | ------------------ | ------------------ |
| Nocaut             | 7                  | 3                  |
| Sumisión           | 7                  | 0                  |
| Decisión           | 7                  | 3                  |
| Empate             | 1                  | 1                  |

| Resultado | Récord  | Oponente         | Método                        | Evento                                    | Fecha                    | Ronda | Tiempo | Localización                | Notas                                                                                              |
| --------- | ------- | ---------------- | ----------------------------- | ----------------------------------------- | ------------------------ | ----- | ------ | --------------------------- | -------------------------------------------------------------------------------------------------- |
| Derrota   | 23–10–1 | Dilano Taylor    | TKO (golpes)                  | PFL 8                                     | 13 de agosto de 2023     | 1     | 3:59   | Cardiff                     | Semifinal del torneo de peso wélter de PFL.                                                        |
| Derrota   | 23–9–1  | Sadibou Sy       | Decision (unánime)            | PFL 6                                     | 1 de julio de 2022       | 3     | 5:00   | Atlanta, Georgia            | |
| Victoria  | 23–8–1  | Brett Cooper     | Submission (rear-naked choke) | PFL 3                                     | 6 de mayo de 2022        | 1     | 2:23   | Arlington, Texas            | |
| Derrota   | 22–8–1  | Ray Cooper III   | Decisión (unánime)            | PFL 7                                     | 13 de agosto de 2021     | 3     | 5:00   | Hollywood, Florida          | |
| Derrota   | 22–7–1  | Gleison Tibau    | Decisión (dividida)           | PFL 5                                     | 17 de junio de 2021      | 3     | 5:00   | Atlantic City, Nueva Jersey | |
| Victoria  | 22–6–1  | Curtis Millender | Sumisión (rear-naked choke)   | PFL 2                                     | 29 de abril de 2021      | 1     | 3:38   | Atlantic City, Nueva Jersey | |
| Derrota   | 21–6–1  | Douglas Lima     | Decisión (unánime)            | Bellator 232                              | 26 de octubre de 2019    | 5     | 5:00   | Uncasville, Connecticut     | Perdió el Campeonato de Peso Wélter de Bellator; Final del Gran Premio de Peso Wélter              |
| Victoria  | 21–5–1  | Neiman Gracie    | Decisión (unánime)            | Bellator 222                              | 14 de junio de 2019      | 5     | 5:00   | Nueva York                  | Defendió el Campeonato de Peso Wélter de Bellator; Semifinal del Gran Premio de Peso Wélter        |
| Empate    | 20–5–1  | Jon Fitch        | Empate (mayoritario)          | Bellator 220                              | 27 de abril de 2019      | 5     | 5:00   | San José, California        | Defendió el Campeonato de Peso Wélter de Bellator; Cuartos de final del Gran Premio de Peso Wélter |
| Derrota   | 20–5    | Gegard Mousasi   | TKO (codazos)                 | Bellator 206                              | 29 de septiembre de 2018 | 2     | 3:23   | San Jose, California        | Por el Campeonato de Peso Medio de Bellator.                                                       |
| Victoria  | 20–4    | Douglas Lima     | Decisión (unánime)            | Bellator 192                              | 20 de enero de 2018      | 5     | 5:00   | Inglewood, California       | Ganó el Campeonato de Peso Wélter de Bellator.                                                     |
| Victoria  | 19–4    | Paul Daley       | Sumisión (rear-naked choke)   | Bellator 179                              | 19 de mayo de 2017       | 2     | 1:45   | Londres                     | |
| Derrota   | 18–4    | Stephen Thompson | Decisión (unánime)            | UFC Fight Night: MacDonald vs. Thompson   | 18 de junio de 2016      | 5     | 5:00   | Ottawa, Ontario             | |
| Derrota   | 18–3    | Robbie Lawler    | TKO (golpes)                  | UFC 189                                   | 11 de julio de 2015      | 5     | 1:00   | Las Vegas, Nevada           | Por el Campeonato de Peso Wélter de UFC; Pelea de la Noche. Pelea del año (2015)                   |
| Victoria  | 18–2    | Tarec Saffiedine | TKO (golpes)                  | UFC Fight Night: MacDonald vs. Saffiedine | 4 de octubre de 2014     | 3     | 1:28   | Halifax                     | Actuación de la Noche.                                                                             |
| Victoria  | 17–2    | Tyron Woodley    | Decisión (unánime)            | UFC 174                                   | 14 de junio de 2014      | 3     | 5:00   | Vancouver                   | |
| Victoria  | 16–2    | Demian Maia      | Decisión (unánime)            | UFC 170                                   | 22 de febrero de 2014    | 3     | 5:00   | Las Vegas, Nevada           | Pelea de la Noche.                                                                                 |
| Derrota   | 15–2    | Robbie Lawler    | Decisión (dividida)           | UFC 167                                   | 16 de noviembre de 2013  | 3     | 5:00   | Las Vegas, Nevada           | |
| Victoria  | 15–1    | Jake Ellenberger | Decisión (unánime)            | UFC on Fox: Johnson vs. Moraga            | 27 de julio de 2013      | 3     | 5:00   | Seattle, Washington         | |
| Victoria  | 14–1    | B.J. Penn        | Decisión (unánime)            | UFC on Fox: Henderson vs. Diaz            | 8 de diciembre de 2012   | 3     | 5:00   | Seattle, Washington         | |
| Victoria  | 13–1    | Che Mills        | TKO (golpes)                  | UFC 145                                   | 21 de abril de 2012      | 2     | 2:20   | Atlanta, Georgia            | |
| Victoria  | 12–1    | Mike Pyle        | TKO (golpes)                  | UFC 133                                   | 6 de agosto de 2011      | 1     | 3:54   | Philadelphia, Pennsylvania  | |
| Victoria  | 11–1    | Nate Diaz        | Decisión (unánime)            | UFC 129                                   | 30 de abril de 2011      | 3     | 5:00   | Toronto                     | |
| Derrota   | 10–1    | Carlos Condit    | TKO (codazos y golpes)        | UFC 115                                   | 12 de junio de 2010      | 3     | 4:53   | Vancouver                   | Pelea de la Noche.                                                                                 |
| Victoria  | 10–0    | Mike Guymon      | Sumisión (armbar)             | UFC Fight Night: Maynard vs. Diaz         | 11 de enero de 2010      | 1     | 4:27   | Fairfax, Virginia           | UFC debut.                                                                                         |
| Victoria  | 9–0     | Nick Hinchliffe  | KO (golpes)                   | KOTC Canada: Disturbed                    | 26 de septiembre de 2009 | 2     | 2:08   | Edmonton                    | |
| Victoria  | 8–0     | Elmer Waterhen   | Sumisión (armbar)             | KOTC Canada: Island Pride                 | 8 de mayo de 2009        | 1     | 1:27   | Nanaimo                     | Debut en peso wélter.                                                                              |
| Victoria  | 7–0     | Clay French      | KO (golpes)                   | KOTC Canada: Grinder                      | 28 de noviembre de 2008  | 2     | 4:26   | Calgary                     | Ganó el Campeonato de Peso Ligero de KOTC.                                                         |
| Victoria  | 6–0     | Kajan Johnson    | TKO (golpes)                  | KOTC Canada: Avalanche                    | 15 de diciembre de 2007  | 3     | 1:48   | Moncton                     | Ganó el Campeonato Canadiense de Peso Ligero de KOTC.                                              |
| Victoria  | 5–0     | Yoon Heo         | KO (rodillazo)                | KOTC Canada: Icebreaker                   | 3 de noviembre de 2006   | 2     | 0:19   | Prince George               | |
| Victoria  | 4–0     | Quinton Moreno   | Sumisión (triangle choke)     | KOTC Canada: Insurrection                 | 6 de octubre de 2006     | 1     |        | Vernon                      | |
| Victoria  | 3–0     | Jordan Mein      | Sumisión (rear-naked choke)   | Rumble in the Cage 17                     | 17 de junio de 2006      | 1     | 4:04   | Lethbridge                  | |
| Victoria  | 2–0     | Ken Tran         | Sumisión (rear-naked choke)   | KOTC Canada: Anarchy                      | 11 de febrero de 2006    | 1     |        | Prince George               | |
| Victoria  | 1–0     | Terry Thiara     | Sumisión (rear-naked choke)   | Extreme Fighting Challenge 4              | 15 de octubre de 2005    | 1     | 2:11   | Prince George               | |